# Oppelner Nachrichten
Die Oppelner Nachrichten waren eine deutsche Tageszeitung.
Sie erschienen von 1895 bis 1935 und waren die einzige Tageszeitung für die Stadt Oppeln und die angrenzenden Kreise in Oberschlesien. Ab 1925/26 wurde das Oppelner Heimatblatt beigelegt, das bis Jahrgang 15, 1939 erschien.